# Prva slovenska nogometna liga 1996-1997
La Prva slovenska nogometna liga 1996-1997 (in lingua italiana: Primo campionato calcistico sloveno 1996-1997), abbreviata in 1. SNL 1996-1997, è stata la sesta edizione della massima serie del campionato di calcio sloveno, disputata tra il 4 agosto 1996 e il 1º giugno 1997 e conclusa con la vittoria del Maribor Branik, al suo primo titolo.
Capocannoniere del torneo fu Faik Kamberović (Publikum Celje) con 21 reti.
Nel ranking UEFA 1996 la 1. SNL era al 28º posto, che con la riapertura delle coppe dava la dotazione base.

## Formula
Come nella stagione precedente le squadre partecipanti furono 10 e disputarono un doppio turno di andata e ritorno per un totale di 36 partite.
L'ultima classificata retrocedette direttamente in Druga slovenska nogometna liga mentre la penultima spareggiò contro la seconda della 2.SNL.
Le squadre qualificate alle coppe europee furono quattro: i campioni alla UEFA Champions League 1997-1998, la seconda classificata alla Coppa UEFA 1997-1998, la squadra vincitrice della coppa nazionale alla Coppa delle Coppe 1997-1998 e un ulteriore club alla Coppa Intertoto 1997.

## Squadre partecipanti
| Squadra                   | Città         | Stadio               | Stagione 1995-96 | Stagione 1995-96 |
| Squadra                   | Città         | Stadio               | Pos.             | Divisione        |
| ------------------------- | ------------- | -------------------- | ---------------- | ---------------- |
| HIT Gorica                | Nova Gorica   | Stadio Športni Park  | 1°               | 1. SNL           |
| SCT Olimpija Ljubljana    | Lubiana       | Stadio Bežigrad      | 2°               | 1. SNL           |
| Mura                      | Murska Sobota | Stadio Fazanerija    | 3º               | 1. SNL           |
| Maribor Branik            | Maribor       | Stadion Ljudski vrt  | 4°               | 1. SNL           |
| Protonavto Publikum       | Celje         | Stadion Skalna klet  | 5°               | 1. SNL           |
| Potrošnik Beltinci        | Beltinci      | Športni park         | 6°               | 1. SNL           |
| Rudar Velenje             | Velenje       | Stadio ob Jezeru     | 7°               | 1. SNL           |
| Primorje                  | Aidussina     | Mestni stadion       | 8°               | 1. SNL           |
| Nova Oprema Korotan Suvel | Prevalje      | Stadion na Prevaljah | 9°               | 1. SNL           |
| Koper                     | Capodistria   | Stadio Bonifika      | 6°               | 2. SNL           |

## Classifica
|                     | Pos. | Squadra          | Pt | G  | V  | N  | P  | GF | GS | DR  |
| ------------------- | ---- | ---------------- | -- | -- | -- | -- | -- | -- | -- | --- |
| Slovenia (bandiera) | 1.   | Maribor          | 71 | 36 | 21 | 8  | 7  | 71 | 34 | +37 |
|                     | 2.   | Primorje         | 66 | 36 | 19 | 9  | 8  | 64 | 25 | +39 |
|                     | 3.   | Gorica           | 65 | 36 | 18 | 11 | 7  | 52 | 33 | +19 |
|                     | 4.   | Celje            | 47 | 36 | 12 | 11 | 13 | 55 | 61 | −6  |
|                     | 5.   | Olimpia Lubiana  | 45 | 36 | 11 | 12 | 13 | 54 | 52 | +2  |
|                     | 6.   | Korotan Prevalje | 45 | 36 | 12 | 9  | 15 | 32 | 39 | −7  |
|                     | 7.   | Mura             | 43 | 36 | 9  | 16 | 11 | 36 | 45 | −9  |
|                     | 8.   | Rudar Velenje    | 42 | 36 | 10 | 12 | 14 | 43 | 53 | −10 |
|                     | 9.   | Beltinci         | 32 | 36 | 7  | 11 | 18 | 37 | 69 | −32 |
|                     | 10.  | Koper            | 31 | 36 | 8  | 7  | 21 | 28 | 61 | −33 |
| Fonte: wildstat.com |      |                  |    |    |    |    |    |    |    |     |

Legenda:
      Campione di Slovenia e qualificato alla UEFA Champions League 1997-1998
      Qualificato alla Coppa UEFA 1997-1998.
      Qualificato alla Coppa delle Coppe 1997-1998.
      Ammesso alla Coppa Intertoto UEFA 1997.
  Partecipa allo spareggio.
  Retrocesso direttamente.
      Retrocesso in 2. SNL 1997-1998.
Regolamento:
Tre punti a vittoria, uno a pareggio, zero a sconfitta.

### Spareggio
Il Beltinci incontrò il Drava Ptuj, secondo in 2. SNL 1996-1997, con gare di andata e ritorno. Il Beltinci rimase in massima serie.
| Arbitro: | Stevo Govedarević |

|            |           |  |
| Dzafič 81’ | Marcatori |  |

| Ptuj 12 giugno 1997, ore 17:00 Ritorno | Drava Ptuj | 0 – 0 | Beltinci | Mestni stadion (2 200 spett.)\| Arbitro: \| Drago Kos \| |
| Arbitro:                               | Drago Kos  |       |          |                                                          |

## Risultati
|                     | Mar  | Pri  | Gor  | Cel  | Oli  | Kor  | Mur  | Rud  | Bel  | Kop  |
| ------------------- | ---- | ---- | ---- | ---- | ---- | ---- | ---- | ---- | ---- | ---- |
| Maribor             | –––– | 1–0  | 3–0  | 3–0  | 0–0  | 5–0  | 1–1  | 2–1  | 4–1  | 4–1  |
| Maribor             | –––– | 1–0  | 2–0  | 3–1  | 5–2  | 2–1  | 0–1  | 2–0  | 5–1  | 3–0  |
| Primorje            | 1–0  | –––– | 3–0  | 2–0  | 1–1  | 3–0  | 3–0  | 2–0  | 7–0  | 5–0  |
| Primorje            | 2–0  | –––– | 1–0  | 4–0  | 3–1  | 3–1  | 0–0  | 2–2  | 1–0  | 4–1  |
| Gorica              | 1–1  | 1–2  | –––– | 3–3  | 2–0  | 2–0  | 2–0  | 0–1  | 1–0  | 2–0  |
| Gorica              | 4–2  | 1–0  | –––– | 4–0  | 2–0  | 1–0  | 1–1  | 0–0  | 4–2  | 2–1  |
| Celje               | 1–1  | 2–1  | 1–1  | –––– | 1–0  | 3–1  | 3–2  | 1–2  | 1–1  | 6–2  |
| Celje               | 1–1  | 0–0  | 0–2  | –––– | 2–5  | 2–1  | 1–0  | 2–0  | 3–2  | 0–2  |
| Olimpia             | 1–0  | 1–1  | 3–4  | 2–1  | –––– | 0–1  | 6–2  | 1–2  | 1–1  | 3–1  |
| Olimpia             | 1–2  | 2–2  | 0–1  | 2–2  | –––– | 1–1  | 1–1  | 4–1  | 2–2  | 2–0  |
| Korotan             | 0–1  | 0–0  | 0–0  | 0–0  | 0–2  | –––– | 1–0  | 0–1  | 2–0  | 2–0  |
| Korotan             | 3–0  | 2–1  | 0–1  | 0–1  | 1–0  | –––– | 1–0  | 3–2  | 2–0  | 2–0  |
| Mura                | 1–1  | 1–3  | 2–2  | 2–1  | 3–0  | 2–0  | –––– | 1–1  | 1–3  | 1–0  |
| Mura                | 1–1  | 2–1  | 1–1  | 2–2  | 0–0  | 0–2  | –––– | 1–1  | 2–2  | 1–0  |
| Rudar               | 1–6  | 1–1  | 1–0  | 0–1  | 2–4  | 3–3  | 0–0  | –––– | 5–0  | 1–0  |
| Rudar               | 0–2  | 1–3  | 1–2  | 2–2  | 2–3  | 0–0  | 1–1  | –––– | 1–0  | 3–0  |
| Beltinci            | 1–2  | 2–1  | 0–3  | 2–1  | 1–2  | 2–1  | 0–1  | 1–1  | –––– | 2–1  |
| Beltinci            | 0–3  | 1–0  | 0–0  | 3–3  | 0–0  | 1–1  | 1–1  | 1–1  | –––– | 2–1  |
| Koper               | 2–1  | 0–1  | 0–0  | 1–4  | 0–0  | 0–0  | 0–1  | 1–0  | 3–2  | –––– |
| Koper               | 1–1  | 0–0  | 2–2  | 2–1  | 2–1  | 0–0  | 2–0  | 1–2  | 1–0  | –––– |
| Fonte: wildstat.com |      |      |      |      |      |      |      |      |      |      |

## Statistiche

### Classifica marcatori
| Pos. | Giocatore       | Squadra       | Reti |
| ---- | --------------- | ------------- | ---- |
| 1    | Faik Kamberović | Celje         | 21   |
| 2    | Ivica Vulič     | Primorje      | 17   |
| 3    | Štefan Škaper   | Mura          | 14   |
| 3    | Aljoša Sivko    | Celje         | 14   |
| 3    | Oskar Drobne    | Maribor       | 14   |
| 3    | Dinko Vrabac    | Primorje      | 14   |
| 7    | Samo Vidovič    | Rudar Velenje | 11   |
| 8    | Emir Dzafič     | Beltinci      | 10   |
| 8    | Anton Žlogar    | Primorje      | 10   |
| 8    | Milan Osterc    | Gorica        | 10   |